# Pachnoda abyssinica
Pachnoda abyssinica är en skalbaggsart som beskrevs av Reiche 1847. Pachnoda abyssinica ingår i släktet Pachnoda och familjen Cetoniidae. Inga underarter finns listade i Catalogue of Life.